# Будинок на вулиці Староєврейській, 7 (Львів)
Будинок на вулиці Староєврейській, 7 (також кам'яниця Ґрацовська, кам'яниця Барчевська з Ринку, конскрипційний № 332) — житловий будинок XVII—XIX століть, пам'ятка архітектури національного значення (охоронний № 1294). Розташований в історичному центрі Львова, на вулиці Староєврейській, сполучається пасажем Кляйна з будинком № 18 на площі Ринок.

## Історія
Будинок зведений близько 1785 року за проектом Яна Дембовського, у XIX столітті його перебудовували.
Станом на 1871 рік будинок мав порядковий номер 11 і належав Маєрові Рахмілю Мозесу, в 1916 році перебував у спільному володінні Аделі Ротман та інших власників, у 1934 році належав Анні Розі Золер і Бетті Тенненбаум.
У 1979 році будинок отримав статус пам'ятки архітектури.

## Опис
Будинок триповерховий із мансардою, цегляний, прямокутний у плані. Фасад тинькований, п'ятивіконний, несиметричний. Декор досить стриманий: пласкі лопатки між вікнами, які вертикально розчленовують фасад, профільовані лиштви та прямі сандрики на прямокутних вікнах, горизонтальні тяги над першим і третім поверхами. Мансарда увінчана скромним трикутним фронтоном. Трохи ліворуч від центральної осі розташована арка проїзду, що веде до площі Ринок, приміщення першого поверху перебудовані під магазини та ресторани.
В інтер'єрі будинку збереглася старовинна сходова клітка з еліпсоподібними світловими отворами, відгородженими бильцями.

## Галерея

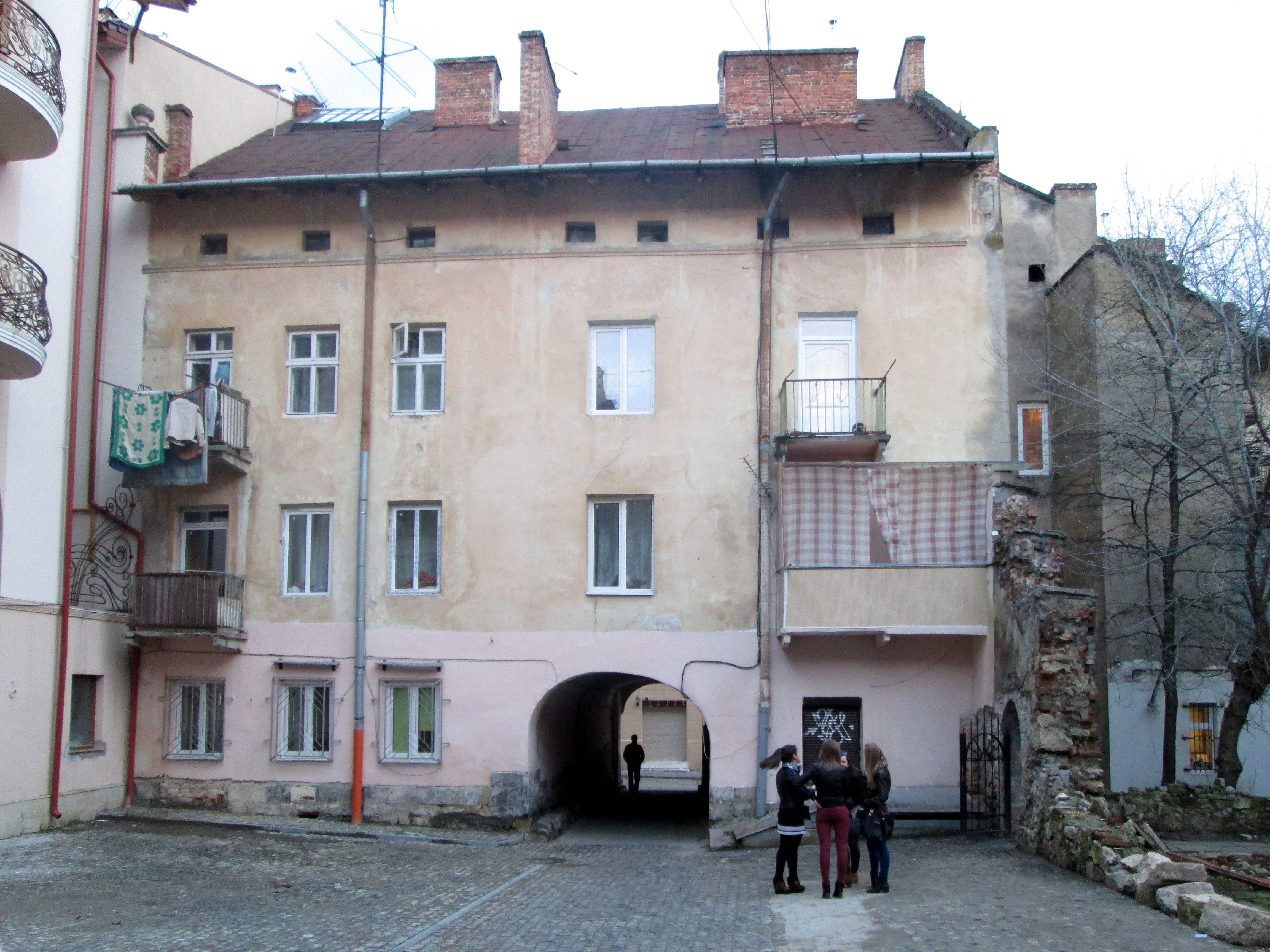
Тильний фасад
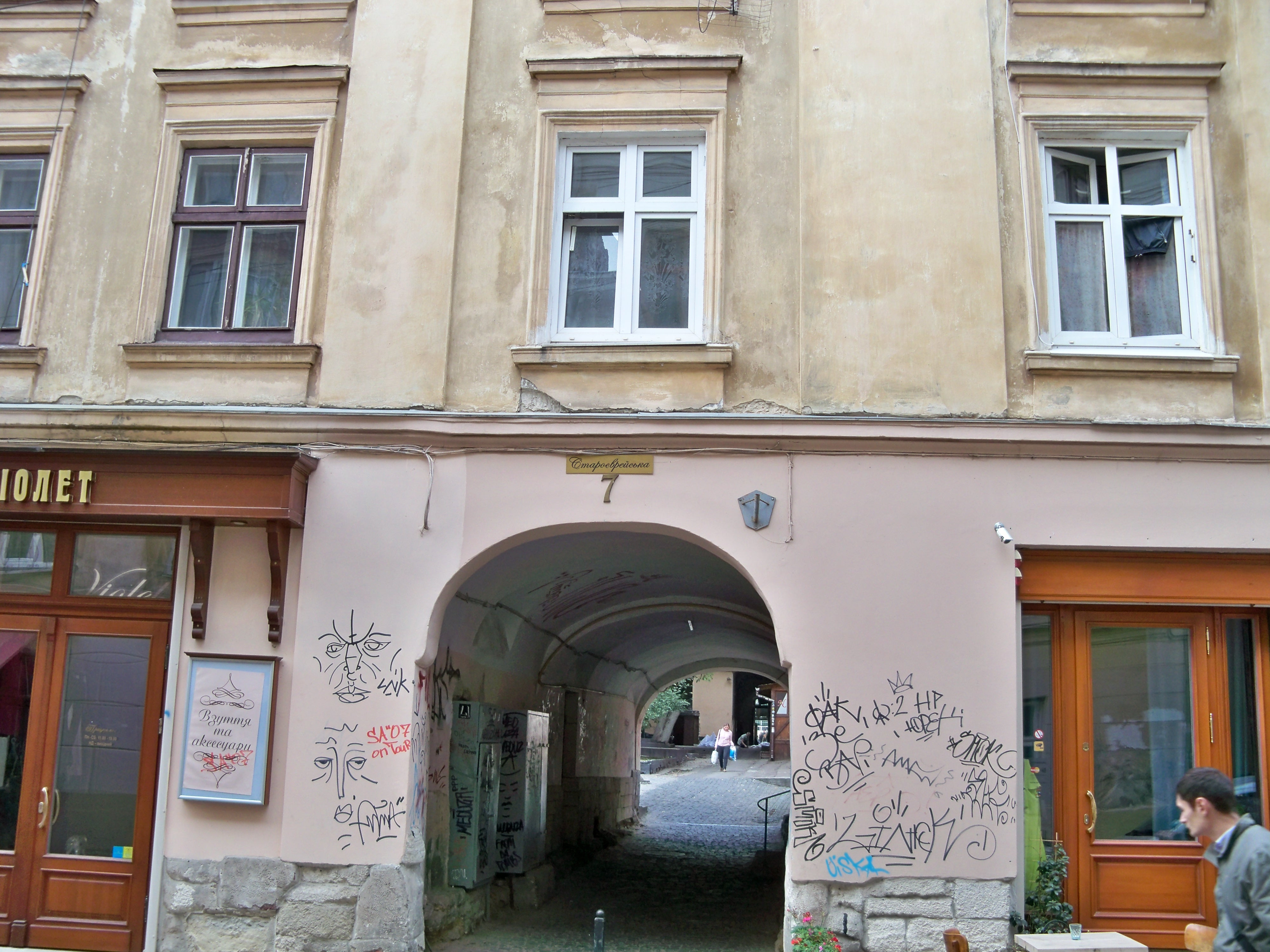
Арка пасажу Кляйна